# Chapelle de la Visitation de Monaco
La chapelle de la Visitation (monégasque : capela d'a Visitaçiu̍n), dite aussi du Lycée, est un édifice religieux catholique du XVIIe siècle situé à Monaco-Ville, dans la principauté de Monaco. Il est converti en musée de la chapelle de Visitation à la fin du XXe siècle.

## Situation et accès
L'édifice est situé sur la place de la Visitation et est adjacent au lycée Albert-Ier, à l'est du quartier de Monaco-Ville correspondant au Rocher. Plus largement, il situé vers le sud de la cité-État de Monaco.

## Histoire
En 1663, le prince Louis Ier et son épouse, Catherine Charlotte de Gramont, obtiennent grâce au soutien de Girolamo Grimaldi-Cavalleroni, cardinal et archevêque d'Aix, les permissions nécessaires pour établir un couvent de l'ordre de la Visitation (dit aussi « des Visitandines »), destiné aux jeunes filles d'origine noble. Entre 1665 et 1675, ce couvent est construit sous la supervision de l'architecte Marc-Antoine Grigho. Avec le cloître, c'est de nos jours un des éléments restants de ce premier corps de bâtiment, qui arbore le style architectural de l'époque, à la croisée entre le classicisme et le baroque.
La chapelle est restaurée en 1870 sous le règne de Charles III. À cette occasion, une plaque en marbre est placée sur la façade, au-dessus de la porte.
| Inscription en latin | Traduction en français |
| --- | --- |
| HAS SACRAS AEDES D. O. M. IN HONOR. B. M. V. D. SUB TIT. VISIT. LUDOV. I. AN. MDCLXIII. EREXIT CAROLVS III AN. MDCCCLXX. INSTAVRAVIT. | Louis Ier éleva ce temple au Dieu très-bon et très-grand, en l'honneur de la Vierge Marie Mère de Dieu, sous le titre de la Visitation, en l'an 1663. Charles III le restaura en 1870. |

À la suite de la démolition de l'église Saint-Nicolas, les restes des princes et princesses de Monaco sont transférés dans la chapelle de la Visitation le 15 mai 1873 avant qu'ils ne rejoignent, le 25 avril 1885, la crypte de la nouvelle cathédrale Notre-Dame-Immaculée sur le Rocher.
Les travaux de restauration au lycée de Monaco, adjacent à la chapelle, ont permis à des ouvriers de découvrir sur les parois du vestibule attenant à son ancienne sacristie des fresques « très bien conservées et présentant un réel intérêt historique », comme le note alors le Journal de Monaco qui note que l'« on présume que ces peintures murales datent du XVIIIe siècle ». Source d'intérêt pour les pouvoirs publics, la découverte est destinée à être soumise à des techniciens, « lesquels décideront de sa valeur artistique et feront en ce cas procéder à leur complet dégagement ».
Dans les années 1990, Barbara Piasecka Johnson (en) prête des œuvres d'art de grande notoriété. À la fin de l'année 1994, la chapelle se voit ainsi tranformée pour accueillir la collection de tableaux. Cependant, les travaux commencent sous l'impulsion du département des Travaux publics avant l'accord préalable de l'archevêque de Monaco, Joseph Sardou, et avant qu'il n'en ait été informé, la concertation arrivant avec du retard. La conversion de la chapelle n'empêche toutefois pas le maintien de son affectation au culte et son utilisation pour les cours de catéchèse dispensés par l'aumônier du lycée. Pour sa contribution à la création de ce « musée de la chapelle de la Visitation », ainsi qu'en considération de ses activités dans le domaine de l'art en général, le prince Rainier III la promet au grade d'officier de l'ordre de Saint-Charles dont le prince héréditaire Albert (devenu Albert II en 2005) remet les insignes au cours d'une cérémonie au palais, le 29 janvier 1996,.